# Antoine de Bavier
Antoine Pierre de Bavier, également connu sous le nom de Anton von Bavier (né le 9 septembre 1919 et décédé le 13 septembre 2004), était un clarinettiste et chef d'orchestre suisse du XXe siècle.

## Biographie
Antoine de Bavier appartient à une famille aristocratique suisse et est le fils de Charles Edouard de Bavier (1893-1975) (Consul de Suisse à Milan (1934), chargé d'affaires à Athènes (1942), représentant de la Suisse à Berlin (1944), ministre plénipotentiaire en Iran (1947) puis ambassadeur au Mexique jusqu'en 1958) et d'Emmanuelle de Montenach (1893-1983).
Antoine de Bavier est l'élève du clarinettiste Luigi Amodio et de Wilhelm Furtwängler. Son début de carrière  plus particulièrement consacrée au travail instrumental de clarinettiste. Il a collaboré avec le Quatuor Végh dans leur premier enregistrement du quintette pour clarinette de Brahms, et il était parmi les très rares solistes à avoir travaillé et enregistré avec le Quartetto Italiano, avec lequel il a enregistré en 1952 le quintette avec clarinette de Mozart. En 1956, il a fait un enregistrement historique des sonates pour clarinette et piano de Brahms.
Il existe un enregistrement en direct de son interprétation du quintette de Mozart avec le Quatuor Barylli au Festival de Salzbourg en 1956. Cette année-là, il dirige également à Mexico, par exemple, une exécution du concerto pour flûte et harpe de Mozart avec Gildardo Mojica (flûte) et Judith Flores Alatorre (harpe). Il fut un temps chef d'orchestre de l'orchestre symphonique de Bilbao. Au cours des années cinquante, en raison de problèmes de santé, il a été contraint d'abandonner sa brillante carrière de soliste. Il a été persuadé par Wilhelm Furtwängler de commencer une
nouvelle vie musicale en tant que chef d'orchestre. En effet, il a dirigé d'importants orchestres et travaillé avec de grands solistes, parmi lesquels le célèbre pianiste italien
Arturo Benedetti Michelangeli (quatre concerts en Allemagne et en Italie, de 1956 à 1961).
De Bavier a enseigné la musique de chambre au Mozarteum de Salzbourg et à l'Accademia Musicale Chigiana de Sienne (Italie), et a fait partie du jury international des concours de la radio allemande. Il a donné des concerts dans les villes européennes et américaines les plus célèbres.
Plus tard dans sa carrière, de Bavier s'est particulièrement associé en tant que chef d'orchestre au Suk Chamber Orchestra (en) de Prague. Lors des Settimane Internazionale di Musica da Camera à Kastelruth (Bolzano) en 1997 et 1999 (les XII et XIV Settimane), il était le chef d'orchestre invité, la première occasion dédiant le festival à l'œuvre de J. S. Bach. De même, il a dirigé l'Orchestre de Chambre de Prague, avec Mirjam Tschopp comme violon solo, au Teatro Filarmonico de Brescia (un concert Mozart) et a dirigé Mirjam et Sibylle Tschopp avec la Filarmonica à Vérone en 2002.
De Bavier a dirigé une représentation de la Sérénade KV 361 "Gran Partita" de Mozart à la Villa Arvedi à Cuzzaro, Grezzana, avec une compagnie d'instrumentistes internationaux distingués, publiée en 1999.
Il décède le 13 septembre 2004 et est enterré à Cavaion Veronese (Italie).